# Jørn Lund
Jørn Lund (né le 26 août 1944) est un coureur cycliste danois. Il a été médaillé de bronze du contre-la-montre par équipes des Jeux olympiques de 1976 et médaillé d'argent du championnat du monde du contre-la-montre par équipes de 1969.

## Palmarès
- 1969
  - 2e du championnat des Pays nordiques sur route
  -  Médaillé d'argent du championnat du monde du contre-la-montre par équipes
- 1972
  - 12ea étape du Tour d'Algérie
  - 2e du championnat du Danemark du contre-la-montre
  - 3e du championnat des Pays nordiques du contre-la-montre par équipes
- 1973
  - 2e du championnat du Danemark du contre-la-montre
- 1974
  -  Champion du Danemark de poursuite par équipes (avec Niels Fredborg, Gunnar Asmussen et Jan Petersen)
  - 3e du championnat des Pays nordiques du contre-la-montre par équipes
- 1976
  - 2e du championnat du Danemark du contre-la-montre
  -  Médaillé de bronze du contre-la-montre par équipes des Jeux olympiques

## Récompenses
- Cycliste danois de l'année en 1976 (avec l'équipe danoise de contre-la-montre par équipes)